# Digital Shades Vol. 1
Digital Shades Vol. 1 é o quarto álbum de estúdio da banda francesa de eletropop e shoegaze M83. O álbum principalmente instrumental foi lançado em 3 de setembro de 2007 pela gravadora Mute, possuindo apenas Anthony Gonzales como compositor. O álbum consiste em músicas do estilo ambiente, com muitas faixas possuindo pequenos trechos de letra.

## Lista de Músicas
Todas as músicas foram compostas por Anthony Gonzales.
| N.º            | Título                | Duração |  |
| 1.             | "Waves, Waves, Waves" | 2:32    |  |
| 2.             | "Coloring the Void"   | 3:29    |  |
| 3.             | "Sister (Part I)"     | 2:16    |  |
| 4.             | "Strong and Wasted"   | 1:58    |  |
| 5.             | "My Own Strange Path" | 3:49    |  |
| 6.             | "Dancing Mountains"   | 5:07    |  |
| 7.             | "Sister (Part II)"    | 2:23    |  |
| 8.             | "By the Kiss"         | 4:03    |  |
| 9.             | "Space Fertilizer"    | 2:00    |  |
| 10.            | "The Highest Journey" | 8:16    |  |
| Duração total: | Duração total:        | 35:36   |  |

| Música Digital Bônus |                   |         |  |
| N.º                  | Título            | Duração |  |
| 11.                  | "Bruits de Train" | 2:35    |  |
| Duração total:       | Duração total:    | 38:11   |  |